# Ulwembua
Ulwembua là một chi nhện trong họ Cyatholipidae.

## Các loài
The World Spider Catalogo 12.0:
- Ulwembua antsiranana Griswold, 1997
- Ulwembua denticulata Griswold, 1987
- Ulwembua nigra Griswold, 2001
- Ulwembua outeniqua Griswold, 1987
- Ulwembua pulchra Griswold, 1987
- Ulwembua ranomafana Griswold, 1997
- Ulwembua usambara Griswold, 2001